# Francisco Garcés

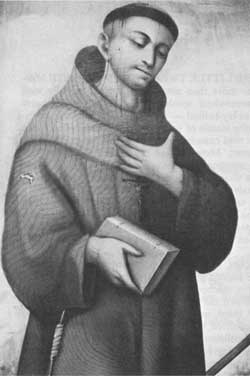
Francisco Garcés el 1775

Francisco Hermenegildo Tomás Garcés, OFM, (12 d'abril de 1738 - 18 de juliol de 1781) fou un frare franciscà espanyol que va exercir de missioner i explorador en el virregnat colonial de la Nova Espanya. Va explorar gran part de la regió sud-oest d'Amèrica del Nord, incloent les actuals Sonora i Baixa Califòrnia a Mèxic i els estats nord-americans d'Arizona i Califòrnia. Va ser assassinat junt amb altres frares companys seus durant un aixecament de la població nativa americana, i han estat declarats màrtirs de la fe per l'Església catòlica, que va obrir la causa de la seva canonització.

## Apostolat
Garcés va néixer el 12 d'abril de 1738 a Morata de Jalón, Aragó, al ribera del riu Jalón Va ingressar a l'orde dels franciscans cap al 1758 i va ser ordenat sacerdot el 1763 a la península ibèrica abans de marxar cap a Amèrica.

Garcés va embarcar cap a Nova Espanya (Mèxic) i va servir al col·legi franciscà de Santa Cruz a Querétaro. El 1768, quan el rei d'Espanya va expulsar els jesuïtes del seva xarxa de missions al nord-oest de Nova Espanya (dins de l'actual Baixa Califòrnia, al nord-oest de Mèxic i al sud-oest dels Estats Units), Garcés es trobava entre els franciscans que els van substituir. Va ser destinat a la Missió San Xavier del Bac al desert de Sonora, prop de l'actual Tucson, Arizona.

Després de l'expulsió del jesuïtes pel rei d'Espanya com a conseqüència d'uns esdeveniments dramàtics en les missions, els franciscans de la comunitat de Santa Cruz de Querétaro van agafar la responsabilitat de les missions en la regió del desert de Sonora que pertanyen avui dia a l'estat mexicà de Sonora i a l'estat d'Arizona dels EUA. Mentrestant, uns altres franciscans de la comunitat de San Fernando a Ciutat de Mèxic sota el lideratge de Juníper Serra, va ser assignats a reemplaçar els jesuïtes de les missions espanyoles a la península de la Baixa Califòrnia.

## Explorador
Garcés es va convertir en un actor clau en aquest esforç, realitzant extenses exploracions als deserts de Sonora, Colorado i Mojave, el riu Gila i el riu Colorado, des del golf de Califòrnia i la vall baixa del riu Colorado fins al Gran Canyó. Va trobar i va registrar relats de les tribus natives americanes a les seves pàtries del desert i de les valls de ribera, i va establir relacions pacífiques per a la Corona, amb els quechan, els mojave, els hopi i els havasupai. Molts viatges van ser exploracions només als deserts. Va acompanyar al soldat i explorador Juan Bautista de Anza en algunes de les seves grans expedicions terrestres: l'expedició de De Anza de 1774, la primera en arribar a la costa del Pacífic en l'Alta Califòrnia des de l'est; i l'expedició colonitzadora de De Anza (1775-76), que va viatjar fins al nord de la badia de San Francisco. Garcés també va creuar el desert de Mojave pel camí Mohave i després el coll "Old Tejon" i va explorar el sud de la vall de San Joaquin el 1776. La part oriental de la ruta que Garcés va seguir des del riu Colorado a través del desert de Mojave és coneguda avui pels aventurers amb tracció a les quatre rodes com la carretera de Mojave.
El 1779-81 Garcés i Juan Díaz van establir dues esglésies de missió (Missió Puerto de Purísima Concepción i Missió San Pedro i San Pablo de Bicuñer) al baix riu Colorado al Yuma Crossing, com a part d'un nou poble (assentament secular), al pàtria dels pobles quechan (yuma o kwítsaín). Garcés va intentar mantenir la pau entre totes les parts. L'antiga relació pacífica amb els quechan es va perdre perquè els colons espanyols van violar presumptament el tractat amb els pobles nadius, causant la pèrdua de collites i de terres de cultiu. El juliol de 1781, Garcés, Díaz i els seus companys frares van ser uns dels morts en la revolta violenta a la Missió San Pedro i San Pablo de Bicuñer, coneguda com la Revolta de Yuma.
El cos de Garcés va ser posteriorment enterrat a la Missió San Pedro y San Pablo del Tubutama. Ell i els altres frares assassinats en aquestes missions són considerats màrtirs per l'Església catòlica.

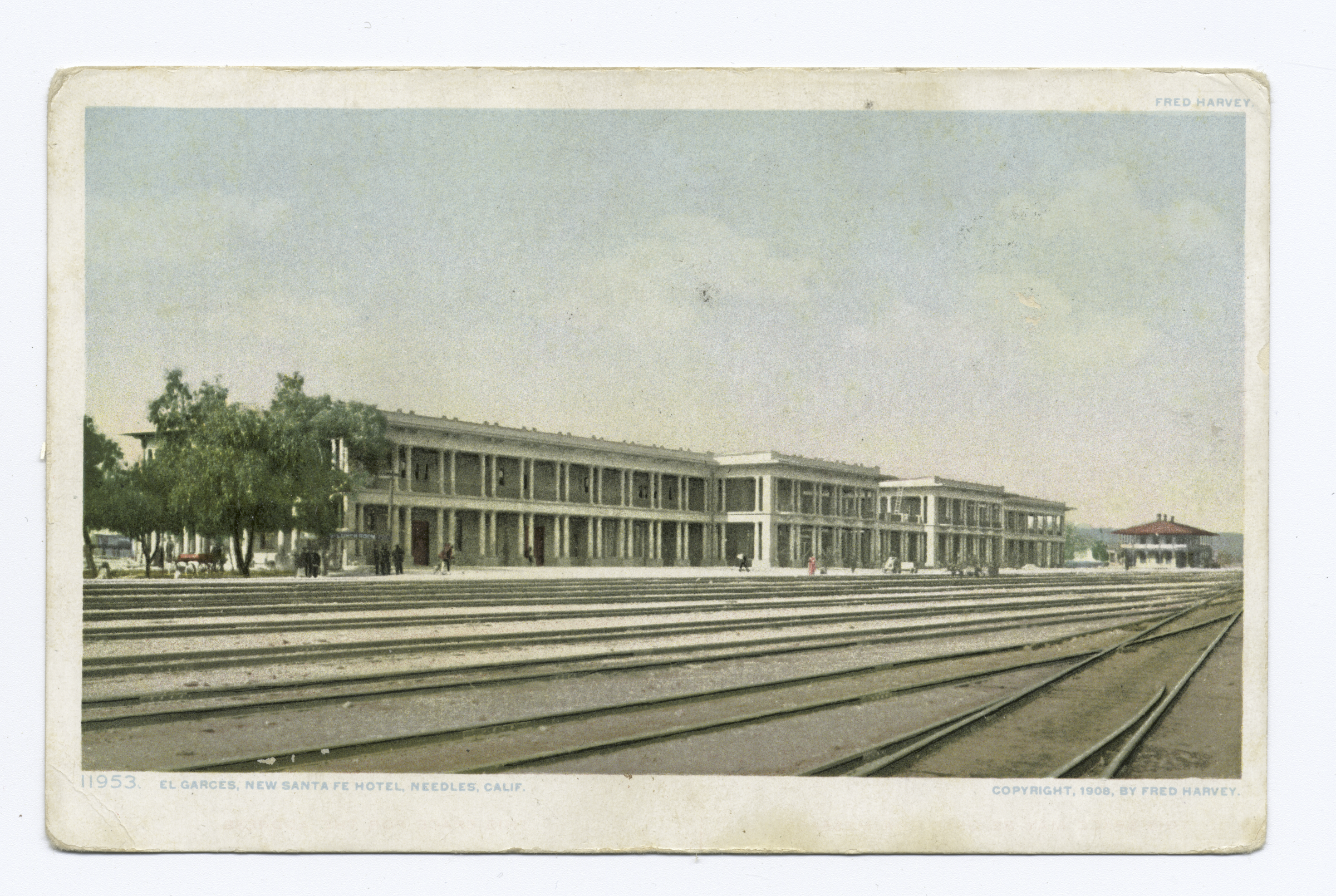
Hotel El Garces, Needles

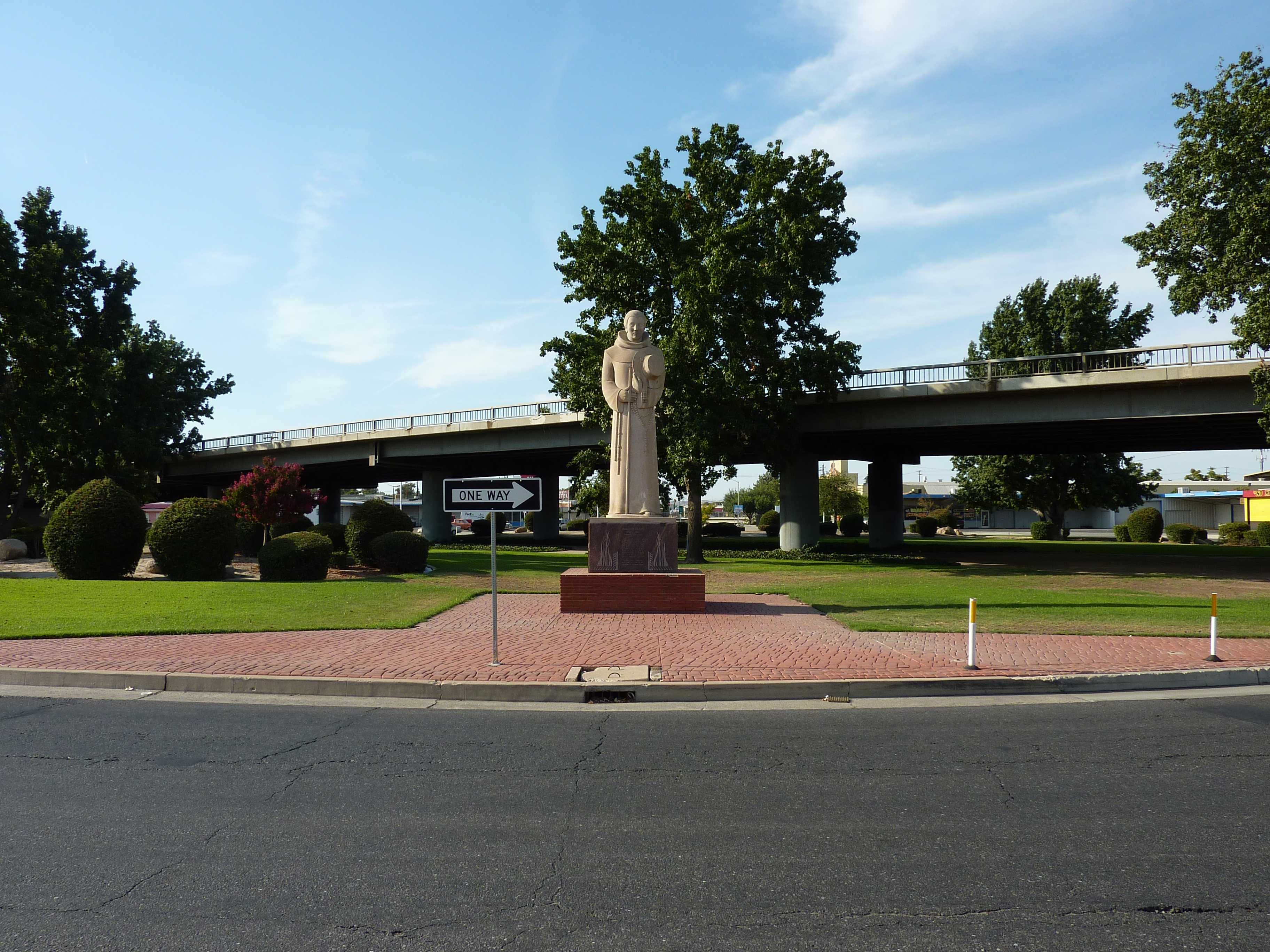
Estàtua de Francisco Garcés, al Garces Memorial Circle, Bakersfield

## Llegat
Entre els llocs històrics de Califòrnia al comtat de Kern prop de Missions espanyoles al desert de Sonora s'hi poden trobar:
Hotel El Garces
L'hotel El Garces, anomenat en honor de Francisco Garcés, és la històrica estació de ferrocarril de Santa Fe de 1908 i l'oasi de l'hotel Harvey House situat a la ciutat de Needles. Es troba a l'est de Califòrnia sobre el riu Colorado, lloc on va passar Garcés durant l'expedició Anza de 1776. L'hotel El Garces va ser construït pel ferrocarril de Santa Fe sota contracte amb la companyia Fred Harvey. El Garces està dissenyat amb un elegant estil neoclàssic, i era considerat la "joia de la corona" de tota la cadena Fred Harvey.
National Forest
El bosc, Garces National Forest va ser establert pel Servei Forestal dels Estats Units al sud d'Arizona l'1 de juliol de 1908 amb 78,480 acres (317.6 km2) de porcions de boscos nacionals de Baboquivari, Tumacacori i Huachuca. El nom es va deixar de fabricar el 1911 quan es va combinar amb Coronado National Forest.
Bakersfield
El primer pas de Tejon (original) entre el desert de Mojave (i la Nova Espanya) sobre les muntanyes de Tehachapi fins a la planta sud de la vall de San Joaquin, Califòrnia (futur lloc de Bakersfield), havia estat descobert per Garcés el 1776, cap a l'est de la ruta de l'expedició colonitzadora d'Anza. Per tant, hi ha diversos punts de referència per a Francisco Garcés a Bakersfield, Califòrnia: Garces Memorial High School, l'institut catòlic de la ciutat; i al Chester Memorial a la Garces Avenue, amb una estàtua commemorativa de Garcés.
Las Vegas, Nevada
Els carrers originals emparellats de l'est a l'oest del municipi de Las Vegas de 1905 reben el nom de significatius exploradors nord-americans, començant per Stewart al nord, després Ogden, Fremont, Carson, Bridger, Lewis, Clark, Bonneville, Gass i finalment Garces al sud.
Reno, Nevada
La catedral de Sant Tomàs d'Aquino té un vitrall dedicat a fra Garcés.